# Aloe erythrophylla
Aloe erythrophylla är en grästrädsväxtart som beskrevs av Jean Marie Bosser. Aloe erythrophylla ingår i släktet Aloe och familjen grästrädsväxter. Inga underarter finns listade i Catalogue of Life.